# Chromis albicauda
Chromis albicauda är en fiskart som beskrevs av Allen och Erdmann 2009. Chromis albicauda ingår i släktet Chromis och familjen Pomacentridae. Inga underarter finns listade i Catalogue of Life.